# Тоболки (озеро, Миорский район, бассейн Волты)
Тобо́лки (бел. Табо́лкі) — озеро в Миорском районе Витебской области Белоруссии. Относится к бассейну реки Волта.

## Описание
Озеро Тоболки располагается в 15 км к юго-востоку от города Миоры, на территории заказника Ельня, посреди болота.
Площадь поверхности озера составляет 0,01 км², длина — 0,15 км, наибольшая ширина — 0,07 км, длина береговой линии — 0,37 км.
Берега низкие, торфянистые, заболоченные.
На севере имеется протока в озеро Белое. На юге — протока в безымянное озеро, сообщающееся с озером Жучино.